# Kóczé Antal
Kóczé Antal (Tasnád, 1872. december 9. – Budapest, 1926. október 7.) cigányprímás, zenész, zenekarvezető.

## Életpályája
Szülei: Kóczé Lajos cigányprímás és Jónás Mária voltak. 9 éves korában (1881) játszott Bunkó Vince zenekarában. 1890-ben Dés városában önálló zenekart alakított, amellyel hosszabb ideig szerepelt Kolozsváron. 1903-ban megnyerte a Népszínházban rendezett cigányzenekarok versenyét. 1924-ben is európai körutat tett.
Zenekarával bejárta Európát, muzsikált Ferenc Józsefnek, az angol királynak és Szentpéterváron a cári családnak is.  Virtuóz játékára kiváló művészek is felfigyeltek.
Sírja a Fiumei úti sírkertben található (11-10-5).